# Elisabetta Dorotea di Sassonia-Gotha-Altenburg
Elisabetta Dorotea di Sassonia-Gotha-Altenburg (Coburgo, 8 gennaio 1640 – Butzbach, 24 agosto 1709) fu una nobile della Sassonia-Gotha-Altenburg.

## Biografia
Fu una delle figlie di Ernesto I di Sassonia-Gotha-Altenburg, duca di Sassonia-Gotha, e di Elisabetta Sofia di Sassonia-Altenburg a raggiungere l'età adulta. A ventisei anni venne così utilizzata da suo padre per accrescere, mediante matrimoni, le alleanze della famiglia con altre casate.
Fu data in sposa a Luigi VI d'Assia-Darmstadt, langravio dal 1661 e vedovo nel 1665 di Maria Elisabetta di Holstein-Gottorp. Il matrimonio venne celebrato a Gotha il 5 dicembre 1666 e sanciva l'unione tra due grandi dinastie tedesche: i Wettin e i Brabante.
Rimase vedova il 24 aprile 1678 e a suo marito vide succedere il primogenito Ernesto Luigi.

## Discendenza
Diede al marito otto figli:
- Ernesto Luigi (Darmstadt, 15 dicembre 1667-Jägersburg, 12 settembre 1739);
- Giorgio (Darmstadt, 25 aprile 1669-Barcellona, 14 settembre 1705), feldmaresciallo imperiale;
- Sofia Luisa (Darmstadt, 6 luglio 1670-Oettingen, 2 giugno 1758), che sposò il principe Alberto Ernesto II di Oettingen-Oettingen;
- Filippo (Darmstadt, 20 luglio 1671-Vienna, 11 agosto 1736), che sposò la principessa Maria Teresa di Croy;
- Giovanni (Darmstadt, 21 dicembre 1672-Darmstadt, 7 marzo 1673);
- Enrico (Darmstadt, 29 settembre 1674-Butzbach, 31 gennaio 1741);
- Elisabetta Dorotea (Darmstadt, 24 aprile 1676-Homburg, 9 settembre 1721), che sposò il Langravio Federico III d'Assia-Homburg;
- Federico (Darmstadt, 18 settembre 1677-Tschaussy, 13 ottobre 1708), che sposò Petronella von Stockmans.

## Ascendenza
|                                                |                                         |                                        | Genitori                             |  |  | Nonni |  |  | Bisnonni                              |  |  | Trisnonni                       |  |
|                                                |                                         |                                        |                                      |  |  |       |  |  | Giovanni Guglielmo di Sassonia-Weimar |  |  | Giovanni Federico I di Sassonia |  |
|                                                |                                         |                                        |                                      |  |  |       |  |  | Giovanni Guglielmo di Sassonia-Weimar |  |  | Giovanni Federico I di Sassonia |  |
|                                                |                                         | Sibilla di Jülich-Kleve-Berg           |                                      |  |  |       |  |  | Giovanni Guglielmo di Sassonia-Weimar |  |  |                                 |  |
| Giovanni di Sassonia-Weimar                    |                                         |                                        |                                      |  |  |       |  |  | Giovanni Guglielmo di Sassonia-Weimar |  |  |                                 |  |
|                                                |                                         | Dorotea Susanna di Wittelsbach-Simmern | Federico III del Palatinato          |  |  |       |  |  |                                       |  |  |                                 |  |
|                                                |                                         | Dorotea Susanna di Wittelsbach-Simmern | Federico III del Palatinato          |  |  |       |  |  |                                       |  |  |                                 |  |
|                                                |                                         | Dorotea Susanna di Wittelsbach-Simmern | Maria di Brandeburgo-Bayreuth        |  |  |       |  |  |                                       |  |  |                                 |  |
| Ernesto I di Sassonia-Gotha-Altenburg          |                                         | Dorotea Susanna di Wittelsbach-Simmern |                                      |  |  |       |  |  |                                       |  |  |                                 |  |
|                                                |                                         | Gioacchino Ernesto di Anhalt           | Giovanni V di Anhalt-Zerbst          |  |  |       |  |  |                                       |  |  |                                 |  |
|                                                |                                         | Gioacchino Ernesto di Anhalt           | Giovanni V di Anhalt-Zerbst          |  |  |       |  |  |                                       |  |  |                                 |  |
|                                                |                                         | Gioacchino Ernesto di Anhalt           | Margherita di Brandeburgo            |  |  |       |  |  |                                       |  |  |                                 |  |
| Dorotea Maria di Anhalt                        |                                         | Gioacchino Ernesto di Anhalt           |                                      |  |  |       |  |  |                                       |  |  |                                 |  |
|                                                |                                         | Eleonora di Württemberg                | Cristoforo di Württemberg            |  |  |       |  |  |                                       |  |  |                                 |  |
|                                                |                                         | Eleonora di Württemberg                | Cristoforo di Württemberg            |  |  |       |  |  |                                       |  |  |                                 |  |
|                                                |                                         | Eleonora di Württemberg                | Anna Maria di Brandeburgo-Ansbach    |  |  |       |  |  |                                       |  |  |                                 |  |
| Elisabetta Dorotea di Sassonia-Gotha-Altenburg |                                         | Eleonora di Württemberg                |                                      |  |  |       |  |  |                                       |  |  |                                 |  |
|                                                | Federico Guglielmo I di Sassonia-Weimar | Giovanni Guglielmo di Sassonia-Weimar  |                                      |  |  |       |  |  |                                       |  |  |                                 |  |
|                                                | Federico Guglielmo I di Sassonia-Weimar | Giovanni Guglielmo di Sassonia-Weimar  |                                      |  |  |       |  |  |                                       |  |  |                                 |  |
|                                                | Federico Guglielmo I di Sassonia-Weimar | Dorotea Susanna di Wittelsbach-Simmern |                                      |  |  |       |  |  |                                       |  |  |                                 |  |
| Giovanni Filippo di Sassonia-Altenburg         | Federico Guglielmo I di Sassonia-Weimar |                                        |                                      |  |  |       |  |  |                                       |  |  |                                 |  |
|                                                |                                         | Anna Maria del Palatinato-Neuburg      | Filippo Luigi del Palatinato-Neuburg |  |  |       |  |  |                                       |  |  |                                 |  |
|                                                |                                         | Anna Maria del Palatinato-Neuburg      | Filippo Luigi del Palatinato-Neuburg |  |  |       |  |  |                                       |  |  |                                 |  |
|                                                |                                         | Anna Maria del Palatinato-Neuburg      | Anna di Jülich-Kleve-Berg            |  |  |       |  |  |                                       |  |  |                                 |  |
| Elisabetta Sofia di Sassonia-Altenburg         |                                         | Anna Maria del Palatinato-Neuburg      |                                      |  |  |       |  |  |                                       |  |  |                                 |  |
|                                                |                                         | Enrico Giulio di Brunswick-Lüneburg    | Giulio di Brunswick-Lüneburg         |  |  |       |  |  |                                       |  |  |                                 |  |
|                                                |                                         | Enrico Giulio di Brunswick-Lüneburg    | Giulio di Brunswick-Lüneburg         |  |  |       |  |  |                                       |  |  |                                 |  |
|                                                |                                         | Enrico Giulio di Brunswick-Lüneburg    | Edvige di Brandeburgo                |  |  |       |  |  |                                       |  |  |                                 |  |
| Elisabetta di Brunswick-Wolfenbüttel           |                                         | Enrico Giulio di Brunswick-Lüneburg    |                                      |  |  |       |  |  |                                       |  |  |                                 |  |
|                                                |                                         | Elisabetta di Danimarca                | Federico II di Danimarca             |  |  |       |  |  |                                       |  |  |                                 |  |
|                                                |                                         | Elisabetta di Danimarca                | Federico II di Danimarca             |  |  |       |  |  |                                       |  |  |                                 |  |
|                                                |                                         | Elisabetta di Danimarca                | Sofia di Meclemburgo-Güstrow         |  |  |       |  |  |                                       |  |  |                                 |  |
|                                                |                                         | Elisabetta di Danimarca                |                                      |  |  |       |  |  |                                       |  |  |                                 |  |